# Erebia dromus
Erebia dromus är en fjärilsart som beskrevs av Fabricius 1793. Erebia dromus ingår i släktet Erebia och familjen praktfjärilar. Inga underarter finns listade i Catalogue of Life.